# Shippensburg (Pensilvania)
Shippensburg es un borough ubicado en los condados de Cumberland y Franklin en el estado estadounidense de Pensilvania. En el año 2000 tenía una población de 5,586 habitantes y una densidad poblacional de 493 personas por km².

## Geografía
Shippensburg se encuentra ubicado en las coordenadas 40°2′58″N 77°31′26″O / 40.04944, -77.52389.

## Demografía
Según la Oficina del Censo en 2000 los ingresos medios por hogar en la localidad eran de $27,660 y los ingresos medios por familia eran $39,896. Los hombres tenían unos ingresos medios de $29,387 frente a los $21,775 para las mujeres. La renta per cápita para la localidad era de $14,816. Alrededor del 28.6% de la población estaba por debajo del umbral de pobreza.